# Emil Chott
Emil Chott (5. března 1913 Castelnovo, Italské království – ?) byl český fotbalový útočník. Profesně se věnoval fotografii. Vyrůstal v Brně, ve 30. a 40. letech 20. století bydlel v Masarykově ulici 15.

## Hráčská kariéra
V československé lize hrál za Moravskou Slaviu Brno, vstřelil dvě prvoligové branky. Do „Morendy“ přestoupil v dubnu 1934 ze Sparty Brno.

### Prvoligová bilance
| Ročník          | Zápasy | Góly | Minuty | Klub                    |
| --------------- | ------ | ---- | ------ | ----------------------- |
| I. liga 1935/36 | 11     | 2    | 990    | SK Moravská Slavia Brno |
| I. liga 1936/37 | 4      | 0    | 360    | SK Moravská Slavia Brno |
| CELKEM I. LIGA  | 15     | 2    | 1 350  |                         |